# 伊加利 (南あわじ市)
伊加利（いかり）は、兵庫県南あわじ市の町丁。郵便番号は656-0651。本項ではかつて同区域に存在した三原郡伊加利村（いかりむら）についても記す。

## 地理
南あわじ市の北西部、津井川の上流域に位置する。北で津井、東で湊里・志知奥、南で福良乙・福良丙、西で阿那賀伊毘・阿那賀志知川に接する。地区の中心部を兵庫県道477号阿那賀市線が、南部を神戸淡路鳴門自動車道が東西に通過する。
字は山口、湯の河、本村、下所、畦原、仲野がある。

### 河川
- 津井川

### 湖沼
- 比丘尼池

## 歴史

### 地名の由来
応神天皇が猪狩をしたという俗説ほか諸説ある。

### 沿革
- 幕末時点では三原郡伊加利村が存在。阿波徳島藩領。
- 明治4年7月14日（1871年8月29日） - 廃藩置県により徳島県の管轄となる。
- 明治4年11月15日（1871年12月26日） - 第1次府県統合により名東県の管轄となる。
- 1876年（明治9年）8月21日 - 第2次府県統合により兵庫県の管轄となる。
- 1889年（明治22年）4月1日 - 町村制の施行により、近世以来の伊加利村が単独で自治体を形成して伊加利村となる。阿那賀村と町村組合を結成。
- 1895年（明治28年） - 阿那賀村との町村組合を解消。
- 1957年（昭和32年）7月1日 - 伊加利村が松帆村・湊町・津井村・阿那賀村・志知村と合併して西淡町が発足。同町大字伊加利となる。
- 2005年（平成17年）1月11日 - 西淡町が緑町・三原町・南淡町と合併して南あわじ市が発足。同市伊加利となる。

## 世帯数と人口
2022年（令和4年）3月31日現在の世帯数と人口は以下の通りである。
| 町丁   | 世帯数  | 人口  |
| ------ | ------- | ----- |
| 伊加利 | 171世帯 | 377人 |

## 小・中学校の学区
市立小・中学校に通う場合、学区は以下の通りとなる。
| 大字   | 番地 | 小学校                 | 中学校                 |
| ------ | ---- | ---------------------- | ---------------------- |
| 伊加利 | 全域 | 南あわじ市立辰美小学校 | 南あわじ市立西淡中学校 |

## 交通

### バス
らん・らんバス
- ■西循環線（せい太くん号）
  - 陸の港西淡 - 玉青館前 - 西淡庁舎前 - 湊 - 津井 - 丸山 - 阿那賀 - 伊毘（一部便のみ） - 淡路島南IC（一部便のみ） - 湯の川（または伊加利農協前） - 陸の港西淡 - 淡路三原高校前（一部便のみ）

### 道路
- 神戸淡路鳴門自動車道
- 兵庫県道477号阿那賀市線（うずしおライン）

## 施設
- 南あわじ市立伊加利こども園
- JAあわじ島伊加利
- 伊加利団地
- 八幡神社 (南あわじ市伊加利)（伊加利八幡神社）[5][6]
- 山野神社
- 地神社
- 妙雲寺